# Hemyda hertingi
Hemyda hertingi är en tvåvingeart som beskrevs av Ziegler och Hiroshi Shima 1996. Hemyda hertingi ingår i släktet Hemyda och familjen parasitflugor. Inga underarter finns listade i Catalogue of Life.